# Serie A2 1991-1992 (pallanuoto maschile)
La Serie A2 1991-1992 è stata l'ottava edizione di questo torneo, il secondo livello del campionato italiano di pallanuoto maschile.

Civitavecchia e Caserta concludono il campionato appaiate in testa alla classifica e si garantiscono la partecipazione ai Play-off scudetto e la promozione in Serie A1; tuttavia i campani, nella stagione successiva, non vi parteciperanno.

## Classifica finale
|  |     | Serie A2 '91-'92 | Pt | G  | V  | N | P  | GF  | GS  | DR   |
|  | --- | ---------------- | -- | -- | -- | - | -- | --- | --- | ---- |
|  | 1.  | Civitavecchia    | 38 | 22 | 19 | 2 | 3  | 372 | 255 | +117 |
|  | 2.  | Caserta          | 38 | 22 | 19 | 4 | 3  | 305 | 235 | +70  |
|  | 3.  | Lazio            | 34 | 22 | 17 | 6 | 5  | 309 | 224 | +85  |
|  | 4.  | Poseidon         | 28 | 22 | 14 | 2 | 8  | 328 | 275 | +53  |
|  | 5.  | Camogli          | 26 | 22 | 13 | 1 | 9  | 300 | 286 | +14  |
|  | 6.  | Como             | 20 | 22 | 10 | 4 | 12 | 280 | 274 | +6   |
|  | 7.  | Nervi            | 20 | 22 | 10 | 7 | 12 | 258 | 168 | -10  |
|  | 8.  | Bologna          | 20 | 22 | 10 | 5 | 12 | 294 | 315 | -21  |
|  | 9.  | Bergamo          | 19 | 22 | 8  | 3 | 11 | 287 | 297 | -10  |
|  | 10. | Triestina        | 15 | 22 | 7  | 1 | 14 | 246 | 256 | -35  |
|  | 11. | Chiavari         | 13 | 22 | 5  | 3 | 14 | 309 | 351 | -42  |
|  | 12. | Mameli           | 3  | 22 | 0  | 3 | 19 | 244 | 439 | -195 |

## Verdetti
- NC Civitavecchia e Caserta promosse in serie A1 e ammesse ai Play-off Scudetto
- Triestina, Chiavari e Mameli retrocesse in Serie B